# 일월국민학교 오리분교
일월국민학교 오리분교는 대한민국 경상북도 영양군 일월면 오리길 54(오리리 150)에 있었던 공립 초등학교이다.

## 연혁
- 1953년 3월 1일 설립 인가 문암국민학교 오리분교 개교
- 1955년 4월 25일 목조함석교사 1칸 증축
- 1956년 3월 31일 일월국민학교 오리분교 개편
- 1968년 7월 9일 인근 부지 1004평 매입 및 확장
- 1969년 3월 1일 오리국민학교 승격 분리(5학급 편성)
- 1970년 2월 12일 제 1회 졸업식(남 13명, 여 14명)
- 1985년 3월 1일 일월국민학교 오리분교장 격하 편입
- 1995년 3월 1일 폐교 및 일월국민학교 통합